# Gegenschein

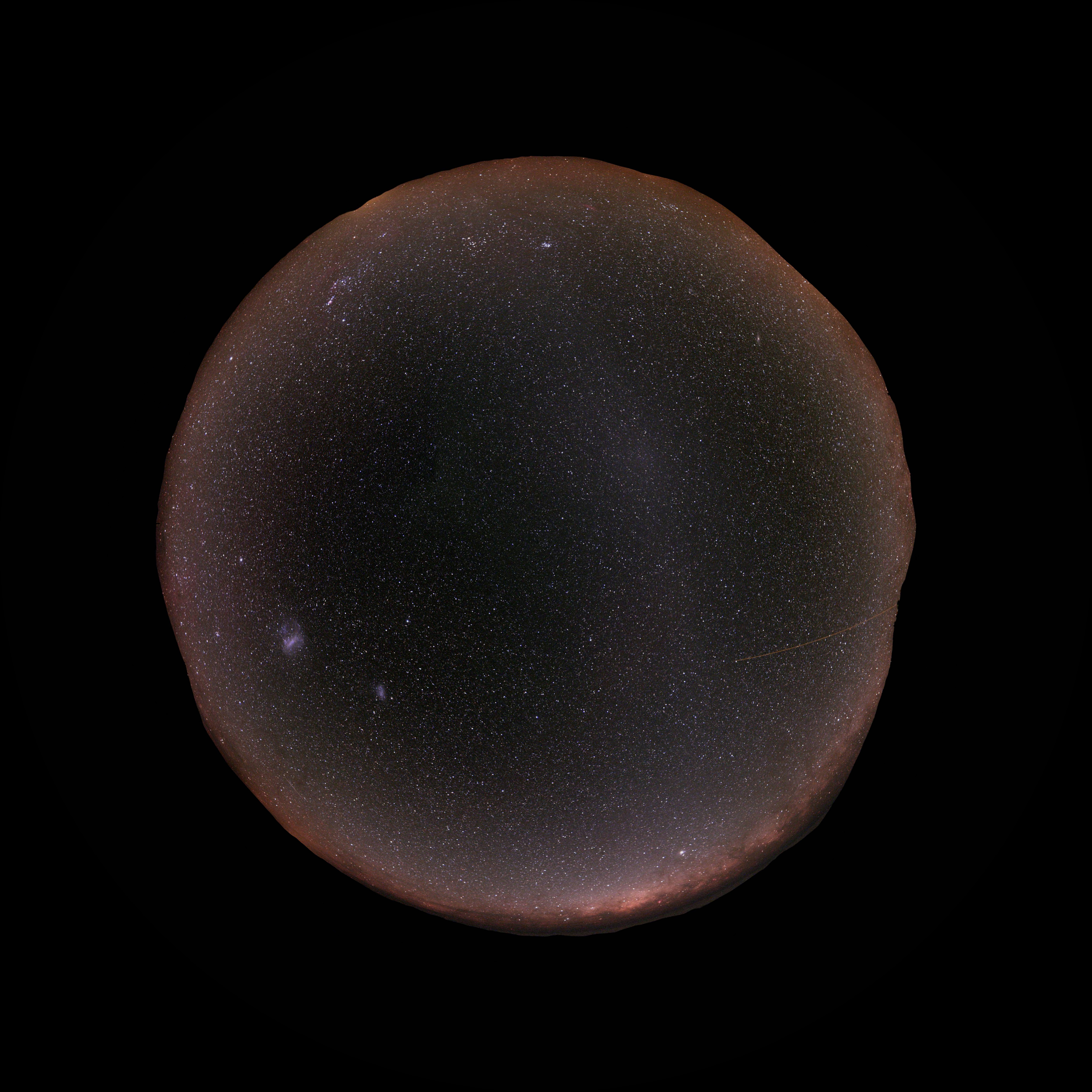
Gegenschein à l'Observatoire du Cerro Paranal.

Le gegenschein (mot allemand signifiant « lueur opposée ») ou lueur anti-solaire est une lueur faiblement lumineuse située dans la région de l'écliptique directement opposée au Soleil.

## Principe
De manière similaire à la lumière zodiacale, le gegenschein est provoqué par la réflexion de la lumière du Soleil sur des poussières situées principalement dans le plan de l'écliptique.

## Observation
Le gegenschein apparaît comme une faible lueur sur le ciel nocturne dans la région du Zodiaque opposée au Soleil, de forme ovale, mesurant quelques degrés de large sur 10 à 15° de long, orientée le long du plan de l'écliptique.
Le gegenschein est tellement peu lumineux qu'il n'est pas possible de le percevoir si la Lune est levée ou s'il se trouve à proximité de la Voie lactée. La meilleure période pour l'observer est l'automne, dans la constellation des Poissons, par une nuit sans Lune et dans un endroit où la pollution lumineuse est inexistante (site de degré 1 sur l'échelle de Bortle).

## Histoire
Le gegenschein a été décrit pour la première fois par l'astronome français Esprit Pezenas en 1730. D'autres observations ont été faites par l'explorateur allemand Alexander von Humboldt pendant son voyage sud-américain à partir de 1799 à 1803. C'est aussi Humboldt qui a donné son nom allemand au phénomène gegenschein.
L'astronome danois Theodor Brorsen publia les premières enquêtes approfondies du gegenschein en 1854. Il était aussi le premier à remarquer que la lumière zodiacale peut étreindre le ciel complet, parce que dans des conditions favorables, un faible pont de lumière raccordant la lumière zodiacale et le gegenschein peut être observé. En plus Brorsen avait déjà proposé l'explication correcte du gegenschein, en l'occurrence des réflexions de poussières interplanétaires.